# Mitglieder der Württembergischen Landstände 1900 bis 1906
Diese Liste umfasst die Mitglieder der Württembergischen Landstände des Königreichs Württemberg in der Wahlperiode von 1900 bis 1906.
Während dieser Wahlperiode tagte der 35. ordentliche Landtag vom 15. Januar 1901 bis zum 25. Oktober 1904 und der 36. ordentliche Landtag 4. November 1904 bis zum 3. November 1906.

## Das Präsidium der Ersten Kammer (Kammer der Standesherren)
35. Landtag (15. Januar 1901 bis 25. Oktober 1904):

 Präsident: Graf Otto von Rechberg und Rothenlöwen zu Hohenrechberg

Vizepräsident: Fürst Ernst zu Löwenstein-Wertheim-Freudenberg
36. Landtag (4. November 1904 bis 3. November 1906):

Präsident: Graf Otto von Rechberg und Rothenlöwen zu Hohenrechberg

Vizepräsident: Fürst Ernst zu Löwenstein-Wertheim-Freudenberg bis 1905, gefolgt von Fürst Johannes zu Hohenlohe-Bartenstein und Jagstberg

## Die Mitglieder der Ersten Kammer

### Prinzen des Hauses Württemberg
- Herzog Nikolaus von Württemberg ( † 1903 )
- Herzog Philipp von Württemberg
- Herzog Albrecht von Württemberg
- Herzog Robert von Württemberg
- Herzog Ulrich von Württemberg

### Standesherren
- Fürst Alexis zu Bentheim und Steinfurt
- Graf Wilhelm Karl von  Bentinck und Waldeck-Limpurg
- Fürst Max Egon II. zu Fürstenberg (nie persönlich anwesend)
- Fürst Johannes zu Hohenlohe-Bartenstein und Jagstberg
- Fürst Hermann zu Hohenlohe-Langenburg, bzw. stellvertretend dessen Sohn Ernst zu Hohenlohe-Langenburg
- Fürst Christian Kraft zu Hohenlohe-Öhringen (nie persönlich anwesend)
- Fürst Friedrich Karl II. zu Hohenlohe-Waldenburg-Schillingsfürst
- Graf Franz Xaver von Königsegg-Aulendorf
- Fürst Ernst zu Löwenstein-Wertheim-Freudenberg
- Fürst Karl zu Löwenstein-Wertheim-Rosenberg, vertreten durch seinen Sohn Aloys zu Löwenstein-Wertheim-Rosenberg
- Graf Reinhard von Neipperg
- Fürst Karl Friedrich Kraft zu Oettingen-Wallerstein († 1905), 1906 gefolgt von seinem Sohn und bisherigen Vertreter Karl Friedrich Wolfgang, Fürst zu Oettingen-Wallerstein
- Graf Ludwig August von Pückler-Limpurg, wegen Verzichts auf die Standesherrschaft 1902 gefolgt von seinem Sohn und bisherigen Stellvertreter Gottfried, Graf von Pückler-Limpurg
- Fürst Bertram von Quadt zu Wykradt und Isny
- Graf Otto von Rechberg und Rothenlöwen zu Hohenrechberg
- Graf Heinrich von Schaesberg-Thannheim
- Fürst Albert von Thurn und Taxis, als Standesherr nie anwesend.
- Fürst Franz von Waldburg zu Wolfegg und Waldsee, vertreten durch seinen Sohn Maximilian, Erbgraf von Waldburg zu Wolfegg und Waldsee
- Fürst Wilhelm von Waldburg zu Zeil und Trauchburg († 1906), vertreten durch seinen Sohn und Nachfolger Georg, Fürst von Waldburg zu Zeil-Trauchburg und Wurzach
- Fürst Eberhard II. von Waldburg zu Zeil und Wurzach († 1903). Somit starb diese Fürstenlinie im Mannesstamm aus. Das Erbe fiel an die Linie Waldburg zu Zeil und Trauchburg
- Alfred Fürst zu Windischgrätz, als Standesherr nie anwesend.

### Auf Lebenszeit ernannte Mitglieder
- Otto von Buhl 1902 ernannt und eingetreten
- Wilhelm von Gessler
- Albert von Heß
- Hermann von Kern 1902 ernannt und eingetreten
- Friedrich August von Landerer
- Gustav von Mandry († 1902)
- Carl Friedrich von Schall
- Theodor von Weizsäcker hatte 1902 sein Mandat niedergelegt

## Das Präsidium der Zweiten Kammer (Kammer der Abgeordneten)
35. Landtag (15. Januar 1901 bis 25. Oktober 1904):

Alterspräsident: Johannes Georg Kollmann  (Zentrum)

Präsident: Friedrich Payer  (VP)

Vizepräsident: Johannes Baptist von Kiene (Zentrum)
36. Landtag (4. November 1904 bis 3. November 1906):

Alterspräsident: Gebhard Schneider (Zentrum)

Präsident: Friedrich Payer (VP)

Vizepräsident: Johannes Baptist von Kiene (Zentrum)

## Die 23 bevorrechtigten Mitglieder der Zweiten Kammer

### Vertreter der Ritterschaft des Neckarkreises
- Freiherr Otto von Breitschwert
- Freiherr Hans Ulrich von Gaisberg-Helfenberg bis 1906, gefolgt von Freiherr Hermann von Gaisberg-Helfenberg
- Freiherr Wilhelm von Gemmingen-Guttenberg-Bonfeld

### Vertreter der Ritterschaft des Jagstkreises
- Freiherr Erwin von Seckendorff-Gudent
- Graf Albert von Uxkull-Gyllenband
- Freiherr Georg von Woellwarth-Lauterburg

### Vertreter der Ritterschaft des Schwarzwaldkreises
- Albert Kechler von Schwandorf
- Karl von Neubronner
- Freiherr Johann Otto von Ow

### Vertreter der Ritterschaft des Donaukreises
- Graf Ferdinand von Bissingen-Nippenburg
- Freiherr Friedrich von Gaisberg-Schöckingen
- Freiherr Ernst von Palm
- Freiherr Felix von Waechter-Spittler

### Vertreter der evangelischen Landeskirche
- Generalsuperintendent von Heilbronn bis 1902 Oskar von Schwarzkopf und seit 1903 Paul von Wunderlich
- Generalsuperintendent von Ludwigsburg: Karl von Berg
- Generalsuperintendent von Reutlingen bis 1905 Viktor von Sandberger und seit 1905 Immanuel von Frohnmeyer
- Generalsuperintendent von Hall: Paulus von Braun
- Generalsuperintendent von Tübingen bis 1905: Ernst von Wittich
- Generalsuperintendent von Ulm: Emil von Demmler

### Vertreter des Bistums Rottenburg
- Bischof von Rottenburg: Paul Wilhelm von Keppler (nie anwesend)
- Domkapitular von Rottenburg: Paul von Stiegele († 1903), gefolgt von Josef von Berg
- Dienstältester katholischer Dekan: Johann Georg Kollmann bis 1902, gefolgt von Gebhard von Schneider 1902 – 1906

### Kanzler der Universität Tübingen
- Gustav von Schönberg

## Die 70 gewählten Abgeordneten der Zweiten Kammer

### Die Abgeordneten der sieben „guten Städte“
| Stadt       | Name                        | Partei  |
| ----------- | --------------------------- | ------- |
| Stuttgart   | Karl Kloß                   | SPD     |
| Tübingen    | Theodor Liesching           | VP      |
| Ludwigsburg | Karl Kleemann               | DP      |
| Ellwangen   | Josef Anton Nieder († 1906) | Zentrum |
| Ellwangen   | Karl Walter                 | Zentrum |
| Ulm         | Friedrich Mayser            | VP      |
| Heilbronn   | Carl Betz                   | VP      |
| Reutlingen  | Friedrich Payer             | VP      |

### Die Abgeordneten der Oberämter desNeckarkreises
| Stadt             | Name                                | Partei      |
| ----------------- | ----------------------------------- | ----------- |
| Backnang          | Robert Kaeß                         | VP          |
| Besigheim         | Christian Schmid                    | VP          |
| Böblingen         | Julius Hartranft                    | VP († 1906) |
| Böblingen         | Christian Leibfried                 | VP          |
| Brackenheim       | Friedrich von Balz                  | DP          |
| Cannstatt         | Leonhard Tauscher                   | SPD         |
| Esslingen         | Friedrich Ludwig von Geß († 1905)   | DP          |
| Esslingen         | Louis Schlegel                      | SPD         |
| Heilbronn (Amt)   | Robert Münzing († 1902)             | VP          |
| Heilbronn (Amt)   | Wilhelm Schäffler                   | SPD         |
| Leonberg          | Wilhelm Friedrich Aldinger († 1902) | DP          |
| Leonberg          | Carl Immendörfer                    | BdL         |
| Ludwigsburg (Amt) | Wilhelm Keil                        | SPD         |
| Marbach           | Hermann Stockmayer († 1906)         | VP          |
| Marbach           | Theodor Wolff                       | BdL         |
| Maulbronn         | Karl Schmidt                        | VP          |
| Neckarsulm        | Wilhelm Vogt                        | BdL         |
| Stuttgart (Amt)   | Karl Hildenbrand                    | SPD         |
| Vaihingen         | Jakob Maurer († 1902)               | VP          |
| Vaihingen         | Christoph Reichert                  | BdL         |
| Waiblingen        | August Binz                         | VP          |
| Weinsberg         | Reinhold Cleß                       | VP          |

### Die Abgeordneten der Oberämter desJagstkreises
| Stadt           | Name                                                       | Partei  |
| --------------- | ---------------------------------------------------------- | ------- |
| Aalen           | Viktor Rembold                                             | Zentrum |
| Crailsheim      | Ernst Berroth                                              | BdL     |
| Ellwangen (Amt) | Joseph Dambacher                                           | Zentrum |
| Gaildorf        | Johann Schock                                              | VP      |
| Gerabronn       | Friedrich Haußmann                                         | VP      |
| Gmünd           | Alfred Rembold                                             | Zentrum |
| Hall            | Karl Förstner                                              | DP      |
| Heidenheim      | Hans Hähnle                                                | VP      |
| Künzelsau       | Karl Röder                                                 | DP      |
| Mergentheim     | Friedrich Spieß († 1902)                                   | DP      |
| Mergentheim     | Valentin Mittnacht (1905 Mandat wegen Anfechtung verloren) | BdL     |
| Mergentheim     | Wilhelm Häffner                                            | DP      |
| Neresheim       | Caspar Vogler                                              | Zentrum |
| Öhringen        | Friedrich Gebert                                           | BdL     |
| Schorndorf      | Karl Hahn                                                  | VP      |
| Welzheim        | Johannes von Hieber                                        | DP      |

### Die Abgeordneten der Oberämter desSchwarzwaldkreises
| Stadt            | Name                          | Partei       |
| ---------------- | ----------------------------- | ------------ |
| Balingen         | Conrad Haußmann               | VP           |
| Calw             | Heinrich von Kraut            | Konservative |
| Freudenstadt     | Julius Oskar Galler († 1905)  | VP           |
| Freudenstadt     | Friedrich Schmid              | VP           |
| Herrenberg       | Heinrich Guoth                | DP           |
| Horb             | Franz Xaver Kessler           | Zentrum      |
| Nagold           | Stephan Schaible              | Konservative |
| Neuenbürg        | Vincenz Weiß                  | DP           |
| Nürtingen        | Adam Friedrich Gabler         | VP           |
| Oberndorf        | Wilhelm Harttmann             | VP           |
| Reutlingen (Amt) | Karl Schickhardt              | VP           |
| Rottenburg       | Simon Schach                  | Zentrum      |
| Rottweil         | Georg Maier                   | Zentrum      |
| Spaichingen      | Josef Schumacher              | VP           |
| Sulz             | Friedrich Tag                 | VP           |
| Tübingen (Amt)   | Paul Schön                    | VP           |
| Tuttlingen       | Eugen Schnekenburger († 1905) | DP           |
| Tuttlingen       | Christian Storz               | VP           |
| Urach            | Friedrich Henning             | VP           |

### Die Abgeordneten der Oberämter desDonaukreises
| Stadt      | Name                       | Partei            |
| ---------- | -------------------------- | ----------------- |
| Biberach   | Franz Xaver Krug           | Zentrum           |
| Blaubeuren | Carl Maier                 | DP                |
| Ehingen    | Johannes Baptist von Kiene | Zentrum           |
| Geislingen | Nikolaus Bantleon          | DP                |
| Göppingen  | Christoph Blumhardt        | SPD               |
| Kirchheim  | Wilhelm Beurlen            | VP                |
| Laupheim   | Johannes Schick            | Zentrum           |
| Leutkirch  | Nikolaus Braunger          | Zentrum           |
| Münsingen  | Karl Rath († 1903)         | VP                |
| Münsingen  | Eugen Reihling             | VP                |
| Ravensburg | Theophil Egger († 1902)    | Zentrum           |
| Ravensburg | Max Schlichte              | Zentrum           |
| Riedlingen | Adolf Gröber               | Zentrum           |
| Saulgau    | Johann Sommer              | Zentrum           |
| Tettnang   | Josef Locher               | Zentrum           |
| Ulm (Amt)  | Gottlieb Haug              | Freie Vereinigung |
| Waldsee    | Anton Beutel († 1903)      | Zentrum           |
| Waldsee    | Anton Wilhelm Keilbach     | Zentrum           |
| Wangen     | Eduard Kuen († 1905)       | Zentrum           |
| Wangen     | Franz Speth                | Zentrum           |